# Плитин, Владимир Никифорович
Владимир Никифорович Плитин (31 декабря 1938, город Черемхово, ныне Иркутская область, Российская Федерация - 11 мая 2015, Киев) — украинский деятель, министр строительства Украинской ССР, вице-премьер-министр Украины. Действительный член Академии строительства Украины (с 1995), академик Технологической академии Украины.

## Биография
Трудовую деятельность начал в семнадцатилетнем возрасте помощником машиниста экскаватора Храмцовского разреза № 2 треста «Черемховуголь» Министерства угольной промышленности СССР, впоследствии год обучавшийся на курсах машинистов электротягача.
До 1958 проходил военную службу в городе Владивостоке на кораблях Военно-морского флота СССР. В июле 1958 года вернулся в город Черемхово, где в 1958—1960 годах работал электрослесарем Храмцовского разреза № 2 треста «Черемховуголь» Иркутской области.
В 1960—1962 гг. — слесарь завода железобетонных изделий треста «Черемховшахтострой» Министерства промышленного строительства СССР одновременно учился в техникуме. В 1962 году окончил горный техникум в городе Черемхово Иркутской области РСФСР.
В 1962—1964 г. — мастер смены, начальник цеха № 2 завода железобетонных изделий объединения «Черемховстройдеталь». В апреле 1964 — августе 1966 г. — главный инженер завода железобетонных изделий объединения «Черемховстройдеталь» Иркутской области. Член КПСС.
В августе 1966 — феврале 1968 г. — главный инженер комбината производственных предприятий Дрогобычского строительно-монтажного треста Львовской области Министерства промышленного строительства УССР. В феврале 1968—1969 г. — начальник строительного управления № 35 Дрогобычского строительно-монтажного треста Львовской области.
В 1969—1973 г. — заместитель управляющего треста «Дрогобычпромстрой» Львовской области.
В 1973 году без отрыва от производства окончил инженерно-строительный факультет Львовского политехнического института.
В 1973 году — феврале 1979 года — главный инженер, управляющий трестом «Дрогобычпромстрой» Львовской области.
В феврале 1979—1980 г. — заместитель начальника «Главльовпромстроя» Львовской области.
В 1980 году — мае 1986 года — начальник комбината «Хмельницкпромстрой» Хмельницкой области.
В мае 1986 — августе 1990 г. — начальник Главного управления, заместитель министра строительства УССР.
2 августа 1990 — 4 июня 1991 г. — Министр строительства Украинской ССР.
В июле 1991—1996 гг. — президент Украинской государственной строительной корпорации «Укрбуд».
6 июля 1994 года — 12 июня 1995 года — Вице-премьер-министр Украины по вопросам строительства.
С 1996 года — на пенсии в городе Киеве. Член Социалистической партии Украины.
Умер на 77-м году жизни 11 мая 2015 года. Похоронен вместе с женой на Байковом кладбище (участок № 33).

## Награды
- орден Дружбы народов
- орден «Знак Почета»
- полный кавалер ордена «За заслуги» (І, ІІ[3], ІІІ ст.[4])
- лауреат премии Совета Министров СССР
- заслуженный строитель Украинской ССР
- государственный служащий Украины 1-го ранга (18.06.1994)[5]
- Орден Святого Дмитрия Солунского 4-й степени с присвоением титула «Воин ордена „Святой Дмитрий Солунский“» — за высокие достижения и заслуги перед украинским народом и Украинской Православной Церковью (2000)
- Орден святого равноапостольного князя Владимира Великого II степени (2003)
- Орден преподобного Нестора Летописца I степени (2004)